# أل ديكسون
أل ديكسون (بالإنجليزية: Al Dixon)‏ هو لاعب كرة قدم أمريكية أمريكي، ولد في 5 أبريل 1954 في درو في الولايات المتحدة.

## وصلات خارجية
- أل ديكسون على موقع كلية كرة السلة في سبورتس رفرنس.كوم (الإنجليزية)
- أل ديكسون على موقع مرجع كرة القدم المحترفة.كوم (الإنجليزية)